# Nostra Signora di Parigi (film)
Nostra Signora di Parigi (Notre-Dame de Paris), noto anche come Esmeralda, è un film muto del 1911, diretto da Albert Capellani e tratto dall'omonimo romanzo di Victor Hugo.

## Trama
Esmeralda, una bella gitana, danza sul sagrato della cattedrale di Notre Dame e attira le attenzioni di tre uomini: il capitano degli arcieri Phoebus de Chateaupers, l'arcidiacono Claude Frollo e il campanaro deforme Quasimodo. Dibattuto tra il suo desiderio e i suoi voti religiosi, Frollo pugnala Phoebus e fa ricadere la colpa su Esmeralda, che viene processata e condannata a morte. Quasimodo salva la zingara dal patibolo portandola dentro Notre Dame, ma Frollo viola il diritto d'asilo e riconsegna la bella gitana al boia. Esmeralda viene quindi giustiziata e, in un moto d'ira, Quasimodo uccide Frollo gettandolo dalla torre campanaria.